# Olympische Sommerspiele 1972/Volleyball
Bei den Olympischen Sommerspielen 1972 in München fand ein Wettbewerb im Volleyball für Frauen und Männer statt. Austragungsort war vom 27. August bis 9. September 1972 die Volleyballhalle im Olympiapark.

## Qualifikation
Bei den Männern qualifizierten sich zwölf Mannschaften. Neben dem Gastgeber BR Deutschland war die Sowjetunion als Titelverteidiger gesetzt. Die DDR, Bulgarien und Japan qualifizierten sich durch ihre vorderen Platzierungen bei der Weltmeisterschaft 1970. Die Tschechoslowakei als Vize-Europameister sowie Kuba (NORCECA), Brasilien (Südamerika), Südkorea (Asien) und Tunesien (Afrika) sicherten sich ihre Olympiateilnahme bei den kontinentalen Meisterschaften. Die letzten beiden Startplätze erhielten Polen und Rumänien bei einem Turnier in Frankreich.
Bei den Frauen qualifizierten sich acht Mannschaften. Neben dem Gastgeber BR Deutschland war die Sowjetunion als Titelverteidiger gesetzt. Japan, Nordkorea und Ungarn profitierten von ihren guten Platzierungen bei der Weltmeisterschaft 1970. Die Tschechoslowakei qualifizierte sich als Finalist der Europameisterschaft 1971. Südkorea (Asien) und Kuba (Panamerikanische Spiele) gewannen kontinentale Vorausscheidungen.

## Modus
Bei den Männern wurden die zwölf qualifizierten Mannschaften in zwei Gruppen mit jeweils sechs Teilnehmern gelost. Die Vorrunde wurde nach dem Modus „jeder gegen jeden“ ausgetragen. Die beiden besten Teams jeder Gruppe trafen im Halbfinale über Kreuz aufeinander. Die restlichen Mannschaften spielten die Plätze fünf bis zwölf aus.
Bei den Frauen gab es zwei Gruppen mit jeweils vier Teilnehmern. Die beiden besten Teams jeder Gruppe trafen im Halbfinale über Kreuz aufeinander. Die restlichen Mannschaften spielten die Plätze fünf bis acht aus.
Die Spiele wurden vom 27. August bis 9. September in München ausgetragen. Spielstätte war die Halle im Olympiapark.

## Neue Regeln
Das Gewicht des Balles wurde beim olympischen Turnier zum ersten Mal auf 250 bis 280 Gramm festgelegt. Außerdem wurden am Netz flexible Antennen installiert, damit die Schiedsrichter besser erkennen konnten, ob ein Ball das Netz innerhalb der Grenzen des Spielfelds überquert.

## Spielplan Männer

### Vorrunde
In Gruppe A blieb die Sowjetunion bei nur drei verlorenen Sätzen ungeschlagen. Bulgarien erreichte mit vier Siegen den zweiten Platz.
In Gruppe B trafen die beiden deutschen Mannschaften aufeinander. Im direkten Duell schlug die DDR-Auswahl das bundesdeutsche Team in drei Sätzen. Auch insgesamt waren die Ostdeutschen erfolgreicher. Sie erreichten hinter Japan, das keinen einzigen Satz abgab, mit vier Siegen als Gruppenzweiter das Halbfinale. Die Westdeutschen blieben hingegen sieglos.
| Gruppe A |                  |       |        |
| Platz    | Team             | Sätze | Punkte |
| 1.       | Sowjetunion      | 15:3  | 10     |
| 2.       | Bulgarien        | 13:8  | 8      |
| 3.       | Tschechoslowakei | 11:6  | 6      |
| 4.       | Südkorea         | 7:10  | 4      |
| 5.       | Polen            | 8:12  | 2      |
| 6.       | Tunesien         | 0:15  | 0      |

| Gruppe B |                |       |        |
| Platz    | Team           | Sätze | Punkte |
| 1.       | Japan          | 15:0  | 10     |
| 2.       | DDR            | 12:4  | 8      |
| 3.       | Rumänien       | 8:9   | 4      |
| 4.       | Brasilien      | 9:13  | 4      |
| 5.       | Kuba           | 6:13  | 4      |
| 6.       | BR Deutschland | 4:15  | 0      |

| 27. August   | Sowjetunion      | Tunesien         | 3:0 |
|              | Tschechoslowakei | Polen            | 3:0 |
|              | Bulgarien        | Südkorea         | 3:1 |
| 29. August   | Polen            | Tunesien         | 3:0 |
|              | Sowjetunion      | Südkorea         | 3:0 |
|              | Bulgarien        | Tschechoslowakei | 3:2 |
| 31. August   | Tschechoslowakei | Tunesien         | 3:0 |
|              | Südkorea         | Polen            | 3:1 |
|              | Sowjetunion      | Bulgarien        | 3:1 |
| 2. September | Südkorea         | Tunesien         | 3:0 |
|              | Sowjetunion      | Tschechoslowakei | 3:0 |
|              | Bulgarien        | Polen            | 3:2 |
| 5. September | Bulgarien        | Tunesien         | 3:0 |
|              | Tschechoslowakei | Südkorea         | 3:0 |
|              | Sowjetunion      | Polen            | 3:2 |

| 28. August   | DDR       | Kuba           | 3:0 |
|              | Japan     | Rumänien       | 3:0 |
|              | Brasilien | BR Deutschland | 3:2 |
| 30. August   | DDR       | Brasilien      | 3:1 |
|              | Japan     | Kuba           | 3:0 |
|              | Rumänien  | BR Deutschland | 3:0 |
| 1. September | Brasilien | Rumänien       | 3:2 |
|              | Japan     | DDR            | 3:0 |
|              | Kuba      | BR Deutschland | 3:2 |
| 3. September | DDR       | BR Deutschland | 3:0 |
|              | Japan     | Brasilien      | 3:0 |
|              | Rumänien  | Kuba           | 3:0 |
| 5. September | Kuba      | Brasilien      | 3:2 |
|              | DDR       | Rumänien       | 3:0 |
|              | Japan     | BR Deutschland | 3:0 |

### Finalrunde
Die Mannschaft der Bundesrepublik Deutschland besiegte im Platzierungsspiel Tunesien mit 3:1 und belegte den elften Rang. Neunter wurde Polen nach einem 3:0 gegen Kuba.
Im Halbfinale am 8. September entthronte die DDR den Titelverteidiger aus der Sowjetunion, dem letztlich nach seinen Gesamtsiegen bei den ersten beiden olympischen Volleyball-Turnieren diesmal nur die Bronzemedaille blieb. Zweiter Endspielteilnehmer waren die Japaner, die Bulgarien in fünf Sätzen besiegten. Den Kampf um die Goldmedaille am 9. September entschied schließlich Japan mit einem 3:1 gegen die DDR-Auswahl.

|  | Halbfinale  | Halbfinale |             |   | Finale | Finale |
|  |             |            |             |   |        |        |
|  | Japan       | 3          |             |   |        |        |
|  | Bulgarien   | 2          |             |   |        |        |
|  |             |            |             |   |        |        |
|  |             |            |             |   |        |        |
|  | Japan       | 3          |             |   |        |        |
|  |             | DDR        | 1           |   |        |        |
|  |             |            |             |   |        |        |
|  | Platz 3     |            |             |   |        |        |
|  |             |            | Bulgarien   | 0 |        |        |
|  | DDR         | 3          | Sowjetunion | 3 |        |        |
|  | Sowjetunion | 1          |             |   |        |        |

|  | Platz 5-8        | Platz 5-8        |           |   | Platz 5 | Platz 5 |
|  |                  |                  |           |   |         |         |
|  | Rumänien         | 3                |           |   |         |         |
|  | Südkorea         | 0                |           |   |         |         |
|  |                  |                  |           |   |         |         |
|  |                  |                  |           |   |         |         |
|  | Rumänien         | 3                |           |   |         |         |
|  |                  | Tschechoslowakei | 1         |   |         |         |
|  |                  |                  |           |   |         |         |
|  | Platz 7          |                  |           |   |         |         |
|  |                  |                  | Südkorea  | 3 |         |         |
|  | Tschechoslowakei | 3                | Brasilien | 0 |         |         |
|  | Brasilien        | 0                |           |   |         |         |

## Spielplan Frauen

### Vorrunde
In Gruppe A waren die deutschen Frauen chancenlos und schafften keinen einzigen Satzgewinn. Die Sowjetunion gewann dagegen alle ihre drei Spiele und gab dabei nur zwei Sätze ab. Südkorea reichten zwei Siege zum Einzug ins Halbfinale.
In Gruppe B dominierten die Asiatinnen. Japan gab keinen einzigen Satz ab, die Nordkoreanerinnen belegten den zweiten Platz.
| Gruppe A |                |       |        |
| Platz    | Team           | Sätze | Punkte |
| 1.       | Sowjetunion    | 9:2   | 6      |
| 2.       | Südkorea       | 7:3   | 4      |
| 3.       | Ungarn         | 4:6   | 2      |
| 4.       | BR Deutschland | 0:9   | 0      |

| Gruppe B |                  |       |        |
| Platz    | Team             | Sätze | Punkte |
| 1.       | Japan            | 9:0   | 6      |
| 2.       | Nordkorea        | 6:3   | 4      |
| 3.       | Kuba             | 3:7   | 2      |
| 4.       | Tschechoslowakei | 1:9   | 0      |

| 27. August | Ungarn      | BR Deutschland | 3:0 |
|            | Sowjetunion | Südkorea       | 3:1 |
| 29. August | Südkorea    | Ungarn         | 3:0 |
|            | Sowjetunion | BR Deutschland | 3:0 |
| 31. August | Sowjetunion | Ungarn         | 3:1 |
|            | Südkorea    | BR Deutschland | 3:0 |

| 28. August   | Nordkorea | Kuba             | 3:0 |
|              | Japan     | Tschechoslowakei | 3:0 |
| 30. August   | Japan     | Kuba             | 3:0 |
|              | Nordkorea | Tschechoslowakei | 3:0 |
| 1. September | Kuba      | Tschechoslowakei | 3:1 |
|              | Japan     | Nordkorea        | 3:0 |

### Finalrunde
Die deutschen Frauen verloren auch beide Platzierungsspiele gegen Kuba und die Tschechoslowakei mit 0:3 und belegten somit den letzten Platz. Im Halbfinale am 2. September gewann Japan das asiatische Duell gegen Südkorea, während Nordkorea der Sowjetunion unterlag. Damit trafen die Koreanerinnen im Duell um Bronze aufeinander, das die Frauen aus dem Norden in drei Sätzen gewannen. Im Spiel um Gold am 7. September zwischen den Teams aus der UdSSR und Japan fiel die Entscheidung erst im Tiebreak zugunsten der sowjetischen Auswahl.

|  | Halbfinale  | Halbfinale  |           |   | Finale | Finale |
|  |             |             |           |   |        |        |
|  | Japan       | 3           |           |   |        |        |
|  | Südkorea    | 0           |           |   |        |        |
|  |             |             |           |   |        |        |
|  |             |             |           |   |        |        |
|  | Japan       | 2           |           |   |        |        |
|  |             | Sowjetunion | 3         |   |        |        |
|  |             |             |           |   |        |        |
|  | Platz 3     |             |           |   |        |        |
|  |             |             | Südkorea  | 0 |        |        |
|  | Sowjetunion | 3           | Nordkorea | 3 |        |        |
|  | Nordkorea   | 1           |           |   |        |        |

|  | Platz 5-8        | Platz 5-8 |                  |   | Platz 5 | Platz 5 |
|  |                  |           |                  |   |         |         |
|  | Kuba             | 3         |                  |   |         |         |
|  | BR Deutschland   | 0         |                  |   |         |         |
|  |                  |           |                  |   |         |         |
|  |                  |           |                  |   |         |         |
|  | Kuba             | 2         |                  |   |         |         |
|  |                  | Ungarn    | 3                |   |         |         |
|  |                  |           |                  |   |         |         |
|  | Platz 7          |           |                  |   |         |         |
|  |                  |           | BR Deutschland   | 0 |         |         |
|  | Ungarn           | 3         | Tschechoslowakei | 3 |         |         |
|  | Tschechoslowakei | 2         |                  |   |         |         |

### Kritik
Nach ihrer Niederlage im Spiel um Bronze reichte die Mannschaftsleitung von Südkorea einen Protest ein und behauptete, dass es sich bei der Nordkoreanerin Kim Jung-bok um einen Mann handeln würde. Der Protest wurde jedoch abgewiesen, da die medizinische Kommission der beschuldigten Spielerin ein Weiblichkeits-Zertifikat erteilt hatte. Daraufhin behaupteten die Südkoreaner, dass an Kims Stelle ihre Team-Kameradin Han Jong-suk, die in der Olympiaauswahl nicht eingesetzt worden war, zum Geschlechtstest erschienen sei.

## Medaillen

### Männer
| Platz | Land           | Athleten |
| ----- | -------------- | --- |
| 1     | Japan          | Katsutoshi Nekoda, Kenji Kimura, Jungo Morita, Seiji Oko, Tadayoshi Yokota, Kenji Shimaoka, Tetsuo Nishimoto, Yoshihide Fukao, Yūzo Nakamura, Yasuhiro Noguchi, Masayuki Minami, Tetsuo Satō                             |
| 2     | DDR            | Siegfried Schneider, Rudi Schumann, Arnold Schulz, Rainer Tscharke, Eckehard Pietzsch, Wolfgang Webner, Wolfgang Weise, Wolfgang Löwe, Jürgen Maune, Horst Peter, Horst Hagen, Wolfgang Maibohm. Trainer: Herbert Jenter |
| 3     | Sowjetunion    | Waleri Krawtschenko, Jefim Tschulak, Wladimir Putjatow, Wladimir Patkin, Leonid Saiko, Juri Starunski, Jewhen Lapynskyj, Jurij Pojarkow, Wjatscheslaw Domani, Alexander Saprykin, Wiktor Borschtsch, Wladimir Kondra     |
| 11    | BR Deutschland | Klaus-Dieter Buschle, Bernhard Endrich, Hans-Ulrich Graßhoff, Rüdiger Hild, Klaus Meetz, Hatto Nolte, Hans-Georg von der Ohe, Volker Paulus, Toni Rimrod, Wolfgang Simon, Ulf Tütken, Uwe Zitranski                      |

### Frauen
| Platz | Land           | Athletinnen |
| ----- | -------------- | --- |
| 1     | Sowjetunion    | Ljudmila Buldakowa, Wera Dujunowa, Ljudmila Borosna, Inna Ryskal, Nina Smolejewa, Tatjana Gonoboblewa, Ljubow Tjurina, Galina Leontjewa, Tatjana Tretjakowa, Rosa Salichowa, Tatjana Sarytschewa, Natalja Kudrewa |
| 2     | Japan          | Noriko Yamashita, Sumie Olnuma, Seiko Shimakage, Makiko Furukawa, Takako Iida, Katsumi Matsumura, Michiko Shiokawa, Takako Shirai, Mariko Okamoto, Keiko Hama, Yaeko Yamazaki, Toyoko Iwahara                     |
| 3     | Nordkorea      | Hwang He-suk, Jang Ok-rim, Jong Ok-jin, Kang Ok-sun, Kim Myong-suk, Kim Su-dae, Kim Yeun-ja, Kim Zung-bok, Paek Myong-suk, Ri Chun-ok, Ryom Chun-ja                                                               |
| 8     | BR Deutschland | Birgit Drechsel, Annette Ellerbracke, Erika Heucke, Marianne Lepa, Ingrid Lorenz, Birgit Pörner, Regina Pütz, Annedore Richter, Rike Ruschenburg, Traute Schaefer, Margret Stender, Uschi Westphal                |

## Auswirkungen in Deutschland
Durch das olympische Turnier im eigenen Land erlebte der Volleyball in Deutschland einen Boom. Der Erfolg der DDR-Mannschaft und die mediale Präsenz sorgten für eine besondere Begeisterung. Die Anzahl der beim Deutschen Sportbund registrierten Volleyballspieler stieg innerhalb von vier Jahren von 46.000 auf 133.000. Der damalige rumänische Zuspieler Stelian Moculescu nutzte das Turnier zur Flucht und etablierte sich in den folgenden Jahrzehnten als erfolgreicher Trainer in der Volleyball-Bundesliga und bei der deutschen Nationalmannschaft.